# شهرستان نقده
شهرستان نقده در جنوب استان آذربایجان غربی ایران قرار دارد و مرکز آن شهر نقده است. این شهرستان در دشت سلدوز واقع شده و دشتی حاصل خیز است که از شمال به دریاچه ارومیه اشراف دارد. نقده دارای باغ‌های سیب و انگور منحصر به‌فرد به‌طور عمده است. در اوایل آبادانی این سرزمین برنج یکی از عمده محصولات زیر کشت آن بوده است.
شهرستان نقده منطقه‌ای کوهستانی است و کوه‌های سلطان یعقوب، فیرنگی داغی، مهدی‌خان داغی و باباحسن داغی با ارتفاع ۲۰۰۰ متر از جملهٔ کوه‌های نقده می‌باشند.
این منطقه دارای چشمه‌های طبیعی زیادی نیز می‌باشد که می‌توان به چشمه‌های نقده که در روستای شیخ معروف، در ضلع جنوب، قرار دارند و چشمه‌ای معدنی و مؤثر برای درمان برخی بیماری‌های پوستی هستند اشاره نمود. همچنین چشمهٔ یئدی گؤز که در نزدیکی روستای گؤز ایران، در ۲ کیلومتری جنوب خاوری نقده و در دامنهٔ کوه‌های سلطان یعقوب قرار گرفته و از تفرجگاه‌های منطقه به حساب می‌آید، از چشمه‌های سرشناس نقده می‌باشد.

## مردم
جمعیّت این شهرستان برپایهٔ سرشماری سال ۱۳۸۵ برابر با ۱۱۷٬۸۳۱ نفر بوده است که از این تعداد ۵۹٬۲۵۰ نفر آنان مرد و ۵۸۵۸۱ نفر آنان زن بوده‌اند. براساس سرشماری عمومی سال ۱۳۹۵ جمعیّت این شهرستان به ۱۲۷٬۶۷۱ نفر رسیده است که به تفصیل شامل ۳۷٬۴۸۱ خانوار که ۱۰۶٬۵۲۴ خانوار ساکن مرکز شهرستان و مابقی ساکن روستاها هستند و ۶۴٬۵۸۷ نفر مرد و ۶۳٬۰۸۴ نفر زن را شامل می‌گردد.
- طبق امار ارایه شده از طرف سازمان ثبت احوال کشور ۹۰٬۹۱۱ نفر جمعیت شهری و ۳۶٬۷۶۰ نفر ساکن روستا هستند.[۹]

### زبان و مذهب
بخشی از مردم شهرستان آذری هستند و به زبان ترکی آذربایجانی صحبت می‌کنند و پیرو مذهب تَشَیُّع هستند و بخشی از مردم شهرستان نیز کُرد هستند و به زبان کُردی صحبت می‌کنند و پیرو مذهب تَسَنُن هستند.

## تقسیمات کشوری
تقسیمات کشوری این شهرستان، بنابرآنچه در نتایج آمارگیری سرشماری سال ۱۳۸۵ کل کشور آمده است، بر حسب بخش، شهر، دهستان و روستا به شرح زیر است:

### بخش‌ها
- بخش مرکزی
- بخش محمدیار

### شهرها
- شهر نقده
- شهر محمدیار

### دهستان‌ها
- دهستان‌های بخش مرکزی
- دهستان بیگم‌قلعه
- دهستان سلدوز
- دهستان‌های بخش محمدیار
- دهستان المهدی
- دهستان حسنلو